# Sandhamns fångläger
Fånglägret i Sandhamn (finska: Santahaminan vankileiri) var ett fångläger på ön Sandhamn i Helsingfors från april till september 1918 efter finska inbördeskriget, som liksom Mjölö fångläger (finska: Isosaaren vankileiri) låg under Sveaborgs fångläger. Förutom Tavastehus fångläger var Sandhamn det andra lägret där de segrande vita koncentrerade kvinnliga fångar som tillhörde röda gardet.

## Lägeraktiviteter
Sandhamns fångläger uppfördes av tyskarna i april 1918, när de hade tagit ön som bas efter erövringen av Helsingfors. Till en början hölls omkring två tusen manliga fångar i Sandhamn, som i maj överfördes till fånglägren på Sveaborg och i Dragsvik efter att tyskarna behövt öns byggnader för sina egna behov.
Under juni fördes tusen kvinnliga fångar till ön från olika fångläger i södra Finland. De hade också sällskap av många små barn. Majoriteten av kvinnofångarna i Sandhamn var mellan 15 och 20 år, av vilka några var gravida. Förhållandena på ön var svåra, med fångar som tvingades bo i två trånga och omöblerade baracker. I månadsskiftet augusti – september fanns det bara 250 fångar kvar, då resterande flyttades till Sveaborg och fånglägret stängdes.

## Antalet döda fångar
Sammanlagt omkring 1 500 av de 13 000 fångarna i Helsingfors tre olika fångläger dog mellan april 1918 och mars 1919 av avrättningar, svält eller epidemier. Enligt databasen krigsdöda i Finland 1914–1922 var antalet döda 1 468, listan som sammanställdes av Johannes Kunila, predikant i Helsingfors länsfängelse 1919, innehåller 1 410 namn. 
I Kunilas lista har endast tretton fångar rapporterats döda i Sandhamn, jämfört med över tusen i Sveaborg och mindre än 300 i Mjölö. Den stora skillnaden kan förklaras av att kvinnorna på ön vallade boskap och arbetade på fastlandet och därmed kunde ta vara på den mat de försågs med. De svalt inte och var också mer motståndskraftiga mot smittsamma sjukdomar än de svårt undernärda fångarna på de andra öarna.

## Massgrav
De flesta dödsfallen i Helsingfors fånglägren har begravts i Sandhamn eftersom det var svårt att gräva ner sig i klippöarna Sveaborg och Mjölö. Begravningar utfördes på en sandplatå i den centrala delen av ön, nu känd som Sahara. Till en början lades de döda i kistor i de skyttegravar som grävts av den ryska militären och dess tillhörande stridsvärn (korsu). När dessa var fyllda begravdes kistorna ovanpå varandra i tre våningars rader. Den totala längden på dessa radgravar var cirka 300 meter. Begravningarna pågick till mars 1919, då Sveaborgs fångläger stängdes. Några dussin personer som dog i fånglägren överlämnades till släktingar som begravde dessa döda i sina hembygder.
Samma område i centrala Sandhamn hade redan tidigare använts som massgrav. Hundratals ryska soldater som dog under Sveaborgsrevolten och ett dussintal finska  rödgardister som stupade samtidigt begravdes på platsen 1906. I början av 1920-talet skulle området rehabiliteras till en kyrkogård, men det förblev ovårdat länge. I mitten av decenniet fanns till och med en svinstia som Nylands Jägarregemente uppfört på massgraven, som dock flyttades bort när saken kom fram. Förutom de röda fångarna begravdes 69 ryssar som dog på Mjölö på ön. Massgraven i Sandhamn innehöll också kvarlevorna av författaren Algot Untola, som 1939 överfördes till Sandudds begravningsplats.

## Minnesmärke
År 1949 reste Helsingforsavdelningen av centralorganisationen för tidigare rödgardister ett monument ritat av målaren Uuno F. Inkinen och utfört av stenskulptören Jorma Silfsten. Tillstånd att uppföra ett monument på garnisonsområdet gavs av dåvarande försvarsminister Emil Skog, som var tidigare rödgardist och själv fånge i Sveaborgs fångläger. Skog var med vid avtäckningen av monumentet den 18 september 1949. Massgraven och minnesmärket ligger i ett slutet militärt område. Samma organisation beställde också ett monument över fånglägret i Dragsvik, uppfört 1951, från Inkinen. Sedan det tidigare rödgardistförbundet upphörde att existera 1984, överfördes ägandet av monumentet till Helsingforsavdelningen av Finlands kommunistiska parti och 1990 till Helsingforsavdelningen av Vänsterförbundet. År 2008 erbjöd Helsingfors Vänsterförening att skänka monumentet till Helsingfors stad för att täcka dess underhållskostnader. 
År 2013 togs ett initiativ till Helsingfors stadsfullmäktige att samla namnen på alla begravda i Sandhamn i samband med monumentet. 